# Nesolagus
Nesolagus Forsyth-Major, 1899 è un genere di mammiferi lagomorfi appartenenti alla famiglia dei Leporidi comprendente due specie: il coniglio striato di Sumatra (Nesolagus netscheri), diffuso nelle foreste pluviali dell'isola omonima, e il coniglio striato dell'Annam (Nesolagus timminsi), scoperto solo molto recentemente nelle giungle del Vietnam. 
Lunghi entrambi intorno ai 40 cm, si riconoscono dalle striature brune sul dorso. Della specie di Sumatra, seppur oggi molto rara, sono stati in passato tenuti in cattività alcuni esemplari, così che conosciamo alcune cose della loro biologia; della specie vietnamita, invece, non sappiamo praticamente niente.